# Görel Thurdin
Görel Maria Thurdin, född Svensson 26 maj 1942 i Svedvi församling i Västmanlands län, är en svensk politiker (centerpartist), som var riksdagsledamot 1986–1998, statsråd i regeringen Carl Bildt (biträdande miljöminister (planminister) 1991–1994, miljöminister 1994) och riksdagens 2:e vice talman 1994–1998.

## Biografi
Görel Thurdin avlade studentexamen vid Sundsvalls högre allmänna läroverk 1961 och påbörjade studier vid Uppsala universitet samma år.  Hon blev fil. kand. 1967 och pol. mag. 1969 samt avlade ekonomexamen vid Umeå universitet 1975.
Thurdin blev riksdagsledamot 1986 och lämnade riksdagen efter valet 1998. Under denna period var hon ledig från uppdraget som riksdagsledamot 1991–1994 då hon var statsråd i regeringen Carl Bildt (biträdande miljöminister (planminister) 1991–1994 och miljöminister 1994). Efter tiden som statsråd var hon riksdagens 2:e vice talman 1994–1998.
Thurdin var ordförande för Rädda Barnen i Sverige 1995–2001, för Svenska Unescorådet 2007–2010 och för Hushållningssällskapet i Västernorrland 2006–2014.
Hon är sedan 1968 gift med Ernst Thurdin och bosatt i Bönhamn i Ångermanland.